# Râul Paloșul, Frumoasa
Râul Paloșul este un mic curs de apă, afluent al râului Frumoasa. 

## Hărți
- Harta județului Harghita
- Harta Munții Ciucului  Arhivat în 28 ianuarie 2018, la Wayback Machine.